# اوکسانا ماس
اوکسانا ماس (انگلیسی: Oksana Mas؛ زادهٔ ۱۹۶۹) هنرمند، و نقاش اهل اوکراین است. او در شهر ایلیچیفسک (حال پودبورسک) در اوکراین متولد شد و در رشته‌ی نقاشی از دانشکده‌ی هنری اودسا و دانشگاه ملی مکانیکف اودسا فارغ‌التحصیل شد.
ماس از سال ۱۹۹۰ در نمایشگاه‌های انفرادی و گروهی در اوکراین و سایر نقاط جهان شرکت کرده است. آثار او به دلیل استفاده‌ی جسورانه از رنگ‌ها، اشکال و بافت‌ها شناخته شده‌اند. او اغلب از موضوعات طبیعت، فرهنگ اوکراینی و تجربیات شخصی خود در نقاشی‌هایش استفاده می‌کند.

## برخی از افتخارات اوکسانا ماس عبارتند از:
- جایزه ملی هنر اوکراین (۲۰۰۸)
- مدال طلای آکادمی هنر اوکراین (۲۰۰۵)
- جایزه بین‌المللی نقاشی "هنر برای صلح" (۲۰۰۳)

آثار اوکسانا ماس در مجموعه‌های خصوصی و عمومی در سراسر جهان به نمایش گذاشته شده است. او یکی از شناخته‌شده‌ترین هنرمندان معاصر اوکراین است و آثار او به دلیل زیبایی، اصالت و قدرت عاطفی مورد تحسین قرار گرفته‌اند.